# Pterocarya rhoifolia
Pterocarya rhoifolia là một loài thực vật có hoa trong họ Juglandaceae. Loài này được Siebold & Zucc. miêu tả khoa học đầu tiên năm 1845.

## Hình ảnh

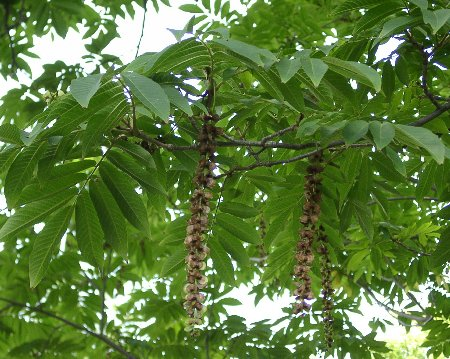
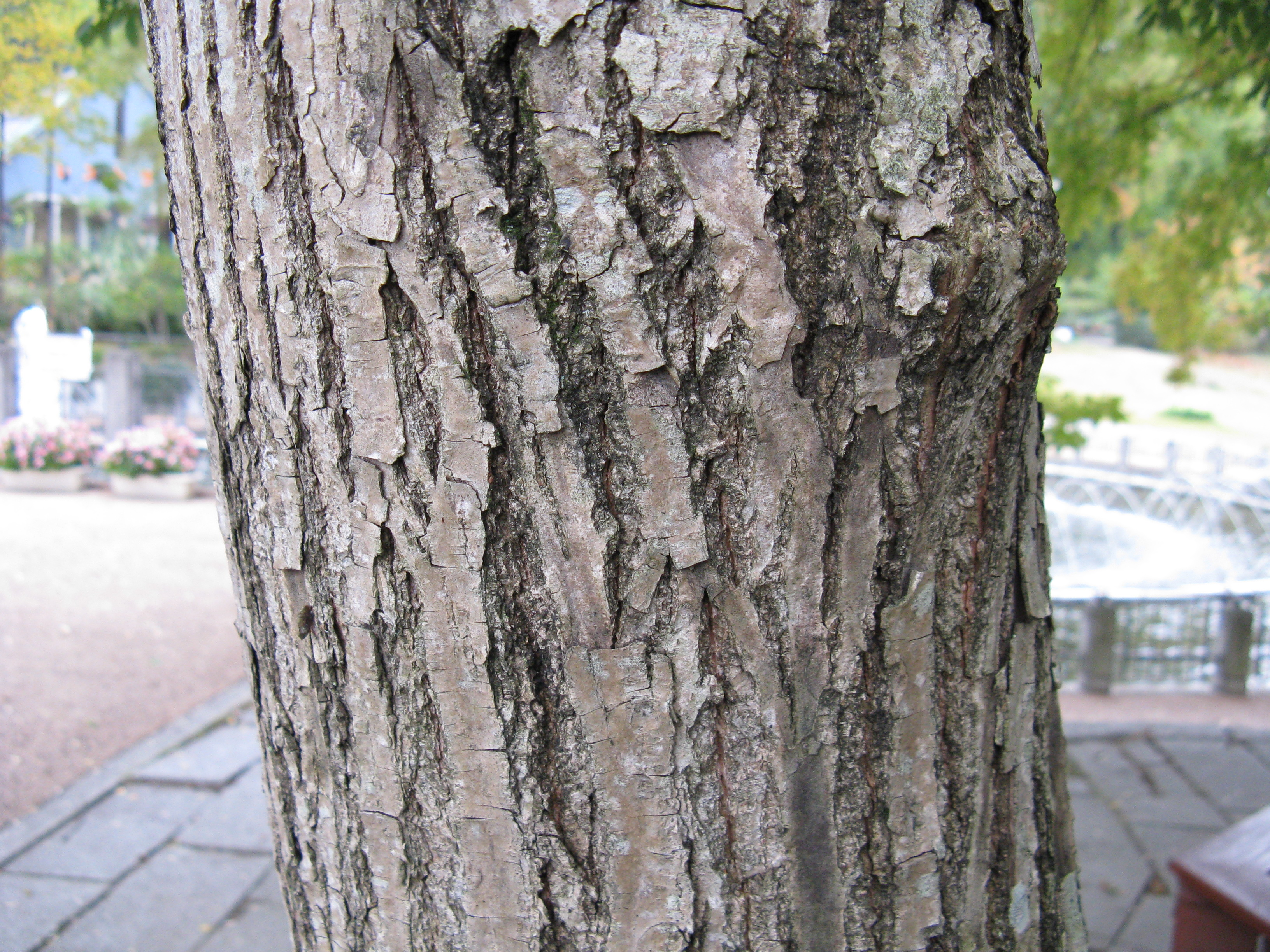
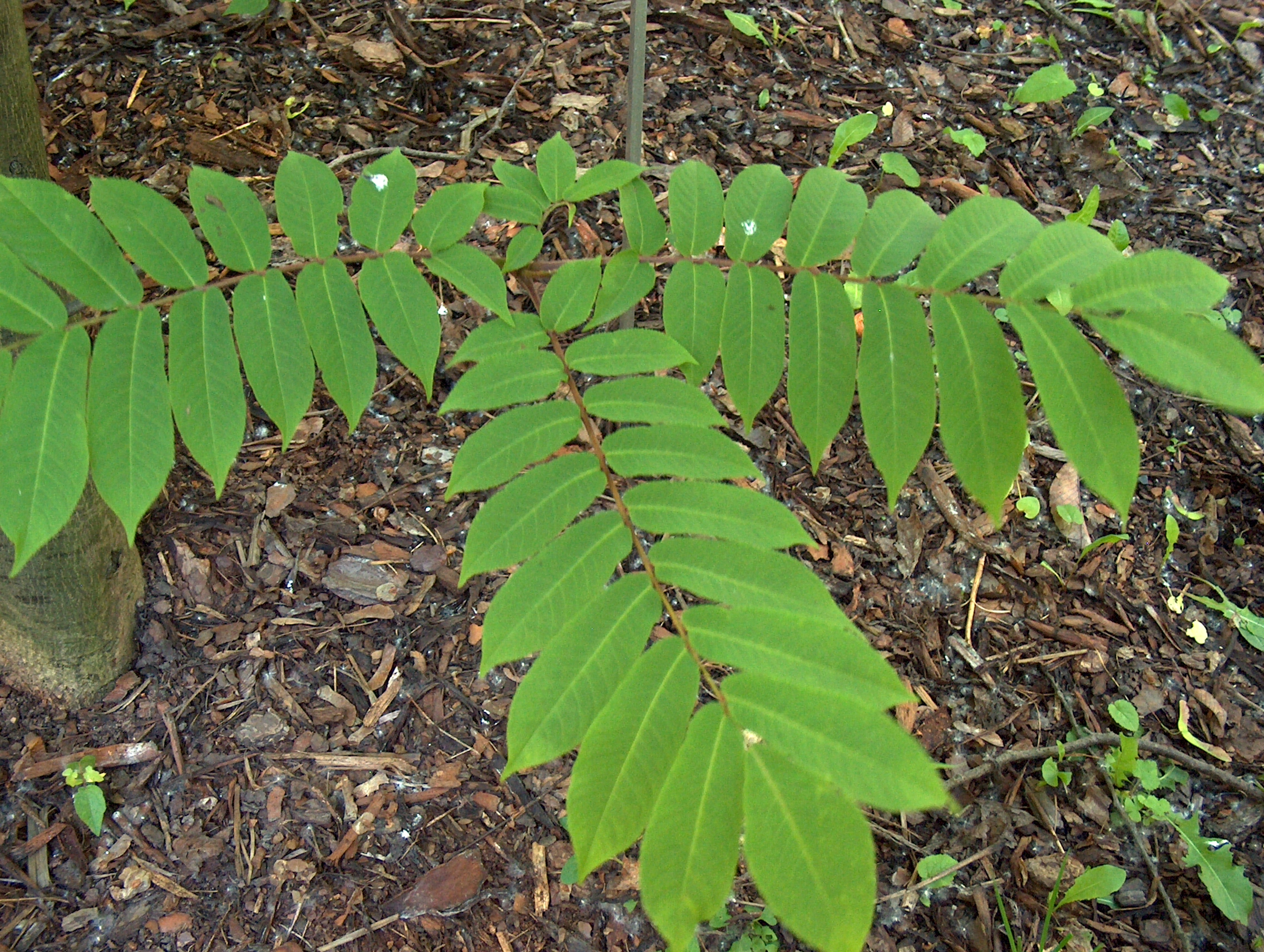
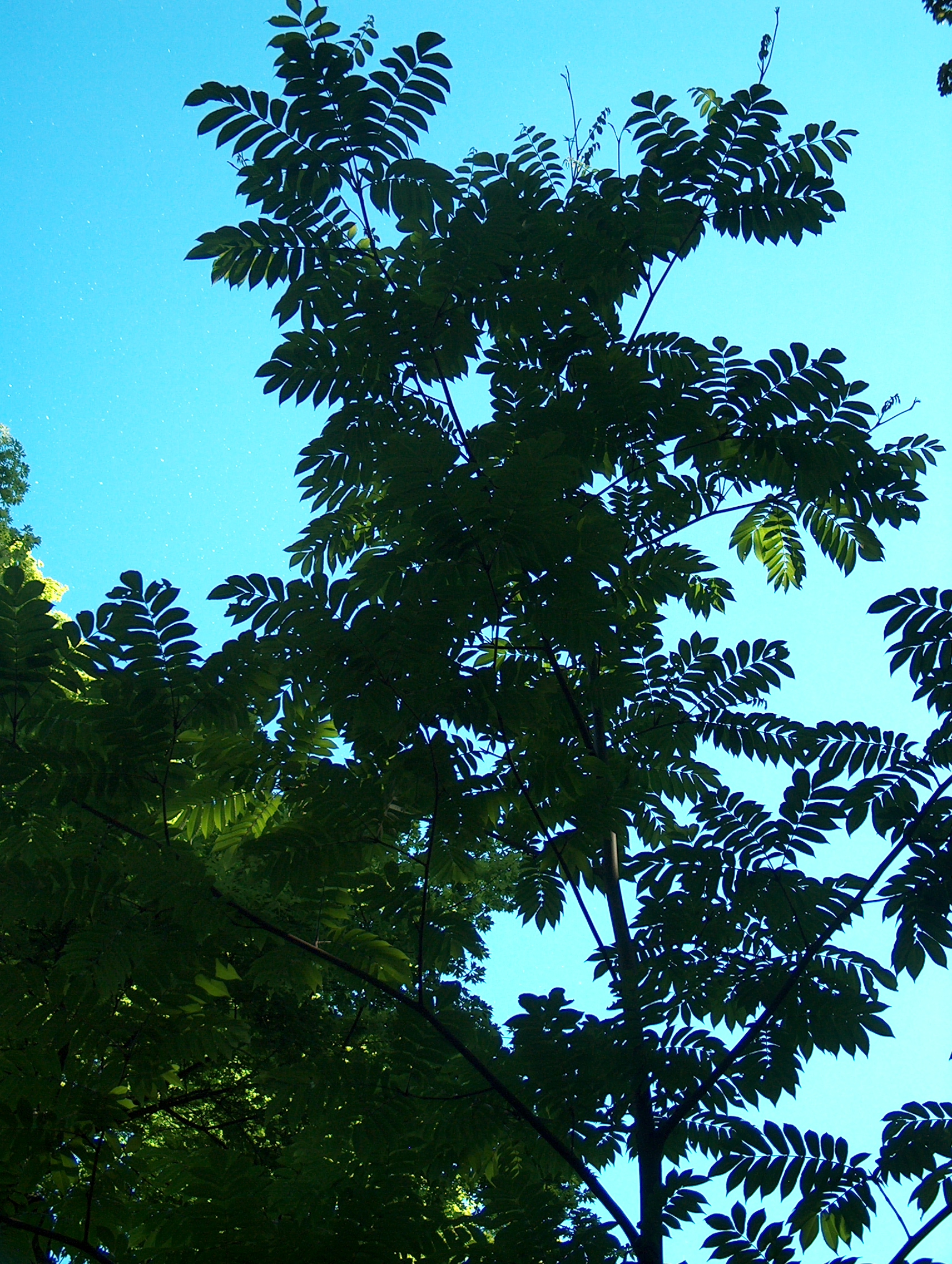